# Matang Kumbang (Simpang Ulim)
Matang Kumbang is een bestuurslaag in het regentschap Aceh Timur van de provincie Atjeh, Indonesië. Matang Kumbang telt 983 inwoners (volkstelling 2010).